# الکساندر کارل اتو وستفال
الکساندر کارل اُتو وستفال (آلمانی: Alexander Carl Otto Westphal; ۱۸ مهٔ ۱۸۶۳ – ۹ ژانویهٔ ۱۹۴۱) یک روان‌پزشک، استاد دانشگاه و متخصص اعصاب اهل آلمان بود.
وی فرزندِ کارل فریدریش اتو وستفال و نوهٔ اتو کارل فریدریش وستفال بود.
الکساندر وستفال در هایدلبرگ و برلین تحصیل کرد و دکترای خود را در سال ۱۸۸۸ در برلین دریافت کرد. سپس دستیار ویلهلم هاینریش ارب (۱۹۲۱-۱۸۴۰) در هایدلبرگ و هاینریش کرشمان (۱۹۱۰-۱۸۴۶) در لایپزیگ شد. در سال ۱۸۹۲ او به عنوان رئیس بخش بیماری های عصبی در شاریته برلین تحت نظر فردریش جولی (۱۹۰۴-۱۸۴۴) انتخاب شد و متعاقباً در زمینه های روانپزشکی و عصب شناسی (۱۸۹۴) واجد شرایط شد. در سال ۱۹۰۲ دعوت به دانشگاه گریفسؤالد را به عنوان دانشیار پذیرفت و دو سال بعد به عنوان استاد تمام به دانشگاه بن نقل مکان کرد.
او مشارکت‌های فراوانی در زمینهٔ دیابت بی‌مزه، سرطان خون و سرطان کاذب خون و تعداد بی‌شماری از بیماری‌های روان‌پزشکی و مغز و اعصاب دارد و نامش به همراه نورولوژیست لهستانی «یان پیلچ»، در «علامتِ وستفال-پیلچ» (واکنش نوروتونیک مردمک چشم) ماندگار شده‌است.
او همچنین مجموعه ای از نسخه کاملی از آثار علمی پدرش را تهیه کرد. او تعدادی از دانشمندان برجسته را تربیت کرد، از جمله اتو لوونشتاین (۱۹۶۵-۱۸۸۹)، که با او یکی از نویسندگان مطالعات تجربی و بالینی در مورد فیزیولوژی و آسیب شناسی حرکات مردمک با اشاره ویژه به اسکیزوفرنی (بخشی از مجموعه، رساله هایی از مغز و اعصاب، روانپزشکی، روانشناسی و مناطق مرزی آنها) بود.